# Monodelphis scalops

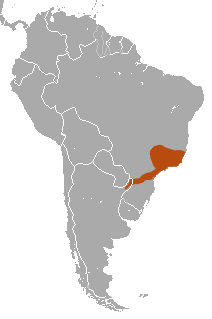
Área de M. scalops

Monodelphis scalops (Thomas, 1888) (nombres comunes: Colicorto de cabeza roja y Long-nosed Short-tailed Opossum en inglés) Es una especie de mamífero marsupial de Sudamérica. Vive en Argentina, Brasil y Paraguay.

## Descripción
Las extremidades anteriores y posteriores son de color rojizo y recuerdan a Monodelphis emiliae.

## Distribución y hábitat
El Monodelphis scalops está presente en el sudeste de Brasul, en Espíritu Santo, Río de Janeiro, São Paulo y Santa Catarina, y en el norte de Argentina y en Paraguay.